# Goongarrie-Nationalpark
Der Goongarrie-Nationalpark (englisch Goongarrie National Park) ist ein 604 km² großer Nationalpark in der Region Goldfields in Western Australia, Australien. Die vorherrschende Landschaftsform ist Mallee- und Mulgabuschland.

## Lage
Vom Goldfields Highway zwischen Kalgoorlie-Boulder und Leonora zweigt etwa 20 km südlich von Menzies eine unbefestigte Straße Richtung Osten ab. Auf dieser passiert man nach 35 km die Grenze des Nationalparks. Abgesehen von dieser Piste, die in ihrem weiteren Verlauf durch den gesamten Park führt, gibt es keine Besuchereinrichtungen.

## Geschichte
Das Gebiet des heutigen Nationalparks wurde 1893 erstmals von Goldsuchern erkundet. Zwei Jahre später wurde offiziell die Stadt Goongarrie gegründet, benannt nach einem nahegelegenen See. Die ursprüngliche Bedeutung dieses Begriffs ist unklar.